# Paltinu (okręg Suczawa)
Paltinu (ukr. Палтін, Pałtin) – wieś w Rumunii, w okręgu Suczawa, w gminie Vatra Moldoviței. W 2011 roku liczyła 1681 mieszkańców. 